# Pomniki Jana Pawła II w Krakowie
Obecnie w Krakowie znajduje się kilkanaście rzeźbiarskich monumentów papieskich. Oprócz nich są także tablice pamiątkowe, m.in. na Kościele Mariackim.

## Rzeźby całopostaciowe i popiersia
| Lokalizacja                                                         | Rok odsłonięcia | Autor                             | Opis, fundatorzy, uwagi | Zdjęcie |  |
| Pałac biskupi                                                       | 1980            | Jole Sensi Croci                  | Został uroczyście odsłonięty w maju 1980 roku, w 60. rocznicę urodzin papieża (niektóre źródła podają jesień tego samego roku). | |  |
| Kościół św. Maksymiliana Kolbego                                    | 1991            | Kazimierz Gustaw Zemła            | Został odsłonięty w 1991 roku przed kościołem, który w czasie drugiej pielgrzymki do Polski papież osobiście konsekrował. Pomnik jest fundacją dwóch obywateli Macedonii, jego replika stoi od 1994 roku przy Wyższym Seminarium Duchownym w Łomży. | |  |
| Kościół Dobrego Pasterza                                            | 1998            | Władysław Dudek, Stefan Kowalówka | Pomnik odsłonięto w październiku 1998 roku. Figura pochodzi z warsztatu podkrakowskiego odlewnika – Stefana Kowalówki (zm. 2000), w latach 1995–2000 produkującego na skalę półprzemysłową m.in. posągi Jana Pawła II, autorem twarzy jest Władysław Dudek, rzeźbiarz krakowski. | |  |
| Park Strzelecki                                                     | 2000            | Czesław Dźwigaj                   | Pomnik został ufundowany przez krakowskie bractwo kurkowe na pamiątkę spotkania z Ojcem Świętym w Watykanie. Został odsłonięty 1 lipca 2000. Siedząca figura papieża osadzona jest na kamieniu z czerwonego afrykańskiego marmuru, wieńczącym niewielki kopczyk. | |  |
| Park Jordana                                                        | 2000            | Stefan Dousa                      | Popiersie odsłonięte w listopadzie 2000 roku. | |  |
| Seminarium ks. Zmartwychwstańców (ul. ks. Pawlickiego)              | przed 2000?     |                                   | Figura Jana Pawła II klęczącego przed Chrystusem znajduje się na terenie seminarium zakonnego księży Zmartwychwstańców na Dębnikach, pomnik ten odsłonięto prawdopodobnie jeszcze przed 2000 rokiem. Tam też znajduje się kopiec Jana Pawła II. | |  |
| Cmentarz Rakowicki                                                  | 2005            | Czesław Dźwigaj                   | Pomnik na Cmentarzu Rakowickim został odsłonięty kilka dni po śmierci papieża. Przedstawia Jana Pawła II klęczącego z różańcem w ręce. Na cokole widnieją daty papieskich pielgrzymek do Polski. Ustawiono go tak, by wskazywał drogę do kwatery, w której znajduje się rodzinny grobowiec Wojtyłów i Kaczorowskich. Figura autorstwa Czesława Dźwigaja została odlana już w 2000 roku, jednakże ze względu na dyskusję, jaką wywołał projekt odsłonięcia pomnika żyjącego Papieża na cmentarzu, pomysł odsunięto w czasie. | |  |
| Sanktuarium Bożego Miłosierdzia w Krakowie-Łagiewnikach             | 2006            | Witold Cęckiewicz                 | Pomnik został odsłonięty 27 maja 2006 roku w czasie pielgrzymki do Polski papieża Benedykta XVI. Jest to 4,5 metrowej wysokości figura przedstawiająca papieża wypuszczającego z prawej dłoni gołębia pokoju, w lewej trzymająca pastorał. | |  |
| Klasztor na Skałce                                                  | 2007            | Czesław Dźwigaj                   | Pomnik na placu przed kościołem św. Michała Archanioła i św. Stanisława na Skałce, odsłonięty 3 listopada 2007, upamiętnia wizytę Jana Pawła II w klasztorze w 1979 roku. Głównym fundatorem jest krakowskie bractwo kurkowe | |  |
| Klasztor na Skałce                                                  | 2008            | Wincenty Kućma z zespołem         | Posąg Jana Pawła II jest jedną z siedmiu figur wchodzących w skład Ołtarza Trzech Tysiącleci, stojącego obok kościoła paulinów. | |  |
| Kaplica św. Małgorzaty i św. Judyty                                 | 2008            |                                   | Pomnik Jana Pawła II przed kaplicą na Salwatorze stanął w 2008 roku. | Pomnik Jana Pawła II - Kościół św. Małgorzaty Salwator · Pomnik Jana Pawła II - napis -Kościół św. Małgorzaty Kraków - Salwator |  |
| Wawel                                                               | 2008            | Kazimierz Gustaw Zemła            | 3-metrowy pomnik przed katedrą wawelską poświęcił 12 października 2008 kardynał Stanisław Dziwisz. Projekt wzbudził kontrowersje w środowisku historyków sztuki i konserwatorów, którzy wyrażali wątpliwości wobec idei kolejnego pomnika papieża, miejsca jego ustawienia, projektu Gustawa Zemły i braku konkursu w tej sprawie. | |  |
| Opactwo Cystersów w Mogile                                          | 2008            | Marek Kordyaczny                  | Pomnik przed kościołem Matki Boskiej Wniebowziętej i św. Wacława w Mogile został poświęcony 14 września 2008 przed kard. Stanisława Dziwisza. | |  |
| Kościół Arka Pana                                                   | 2009            | Carlo Balljana                    | Pomnik „Jan Paweł II-Wiatr Nadziei” odsłonięty został 16 października 2009. Znajduje się w Krakowie – Nowej Hucie, w dzielnicy XVI Bieńczyce, przy ul. Obrońców Krzyża 1 na osiedlu Złota Jesień. Odlana z brązu figura Jana Pawła II stoi na wapiennym głazie. Autorem rzeźby jest Włoch Carlo Balljana. Pomnik został odsłonięty został przez kardynała Stanisława Dziwisza 16 października 2009. | |  |
| Kościół św. Mikołaja z Tolentino w Krakowie                         |                 | Wojciech Batko                    | Popiersie. | |  |
| Szpital Dziecięcy w Prokocimiu                                      |                 |                                   | Drewniana figura. | |  |
| Centrum Jana Pawła II „Nie lękajcie się”                            | 2016            | Władysław Dudek                   | Rzeźba z brązu wysokości 3,5 m poświęcona i odsłonięta 12 czerwca 2016. | |  |
| Biblioteka Główna Uniwersytetu Papieskiego Jana Pawła II w Krakowie | 2021            | Lajos Győrfi                      | Pomnik przedstawiający postać św. Jana Pawła II z pastorałem, odsłonięty 23 czerwca 2021. | |  |
| Kościół Zmartwychwstania Pańskiego w Woli Duchackiej w Krakowie     |                 |                                   | Pomnik umiejscowiony w przykościelnym ogrodzie. Rzeźba kamienna przedstawiająca postać Jezusa Chrystusa i klęczącego przed nim św. Jana Pawła II w szatach liturgicznych. | |  |

## Inne
Pomnik-głaz na Błoniach stoi od października 1997 roku w miejscu, w którym stały ołtarze w czasie wszystkich papieskich pielgrzymek. Autorem monumentu jest Stefan Dousa, kamień pochodzi z Doliny Białej Wody w Tatrach.
W 2005 roku pojawiła się inicjatywa wzniesienia kopca Jana Pawła II w pobliżu Sanktuarium Bożego Miłosierdzia w Łagiewnikach, na dawnych osadnikach sodowych zakładów Solvay, na wzór innych krakowskich kopców. Miał on mieć wysokość ok. 50 m i średnicę podstawy 110 m.